# De wereld is mooi!
De wereld is mooi! is het twaalfde cd-album van de serie Samson en Gert. Het album verscheen op 21 juni 2001. Op het album zijn de stemmen van Danny Verbiest als Samson en Gert Verhulst als Gert te horen. De teksten zijn van Danny Verbiest, Gert Verhulst, Hans Bourlon, Ivo de Wijs en Alain Vande Putte . De muziek is van de hand van Johan Vanden Eede en Miguel Wiels. In sommige liedjes zingt het koor De Studio 100 kids mee.

## Tracklist
| 1.                   | De wereld is mooi!     | 3:10 |
| 2.                   | Beste vriend op aarde  | 3:06 |
| 3.                   | Ome Jaap               | 3:00 |
| 4.                   | Ding Dong              | 3:09 |
| 5.                   | Naar bed               | 3:17 |
| 6.                   | Yeah yeah yeah         | 3:29 |
| 7.                   | Klap maar in je handen | 3:21 |
| 8.                   | We zijn op elkaar      | 2:29 |
| 9.                   | Als je de Samson doet  | 3:07 |
| 10.                  | Marileen en Alexander  | 3:07 |
| 11.                  | Skiën                  | 3:19 |
| Totale duur: ± 34.00 |                        |      |

## Hits
Dit album stond in België van 30 juni 2001 tot 17 november 2001 (21 weken) in de Ultratop 50 (Vlaanderen) waarvan het 5 weken op nummer 2 stond.